# Мар'ян Казимир Ольшевський

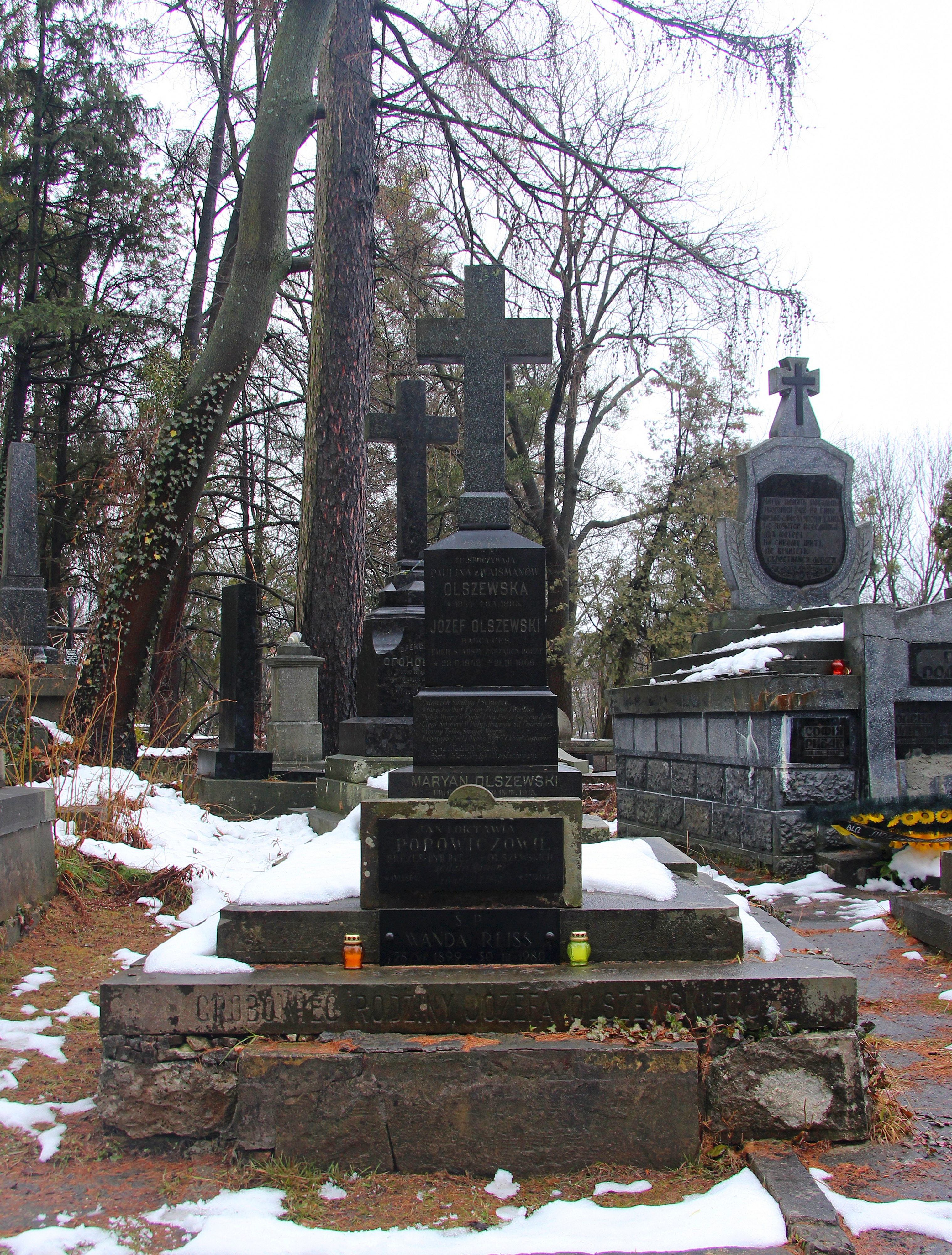

Мар'ян Казимир Ольшевський (пол. Marian Kazimierz Olszewski; нар. 19 жовтня 1881, Львів — пом. 15 березня 1915, Львів) — польський живописець, графік, мистецький критик, історик мистецтва.

## Біографія
Народився 19 жовтня 1881 року у місті Львові (тепер Україна). Після закінчення гімназії вивчав філософію, соціологію, біологію та історію мистецтв в університетах Львова (1901–1905), Мюнхена, Берліна. Малярству вчився у приватних студіях Мюнхена (у Шимона Голлоші), Дрездена і Дюсельдорфа. В 1902 році заснував гурток для художніх умільців при Львівському університеті. У 1903–1904 роках подорожував по німецьких містах. У 1906—1907 роках працював у Львівському промисловому музеї, читав тут лекції з циклів «Історія живопису» та «Вступ до теорії живопису». У 1906 організував тут виставку творів Артура Ґроттґера і опрацював її каталог. Був звільнений з музею після публікації брошури «Quousque tandem…», в якій гостро критикував процес створення львівської Міської галереї — закупку міською владою за велику суму другорядних полотен. Ця брошура викликала голосний скандал і жваве обговорення у Львові.
У Львові співробітничав з багатьма періодичними виданнями, зокрема з газетами «Słowo Polskie» («Польське слово»), «Gazeta Wieczorna» («Вечірня газета», 1911—1915), часописами «Nasz Kraj» («Наш край», 1906—1912), «Widnokręgi» («Обрії», цей журнал також редагував та ілюстрував у 1911 році). В 1911 році, разом з групою архітекторів Товариства прикладного мистецтва, заснував і очолив товариство «Гурт».
Помер у Львові від тифу 15 березня 1915 року .Похований у родинному гробівці на 72 полі Личаківського цвинтаря.

## Творчість
Малював портрети, пейзажі, натюрморти, алегоричні та фантастичні композиції, проєктував вітражі, інтер'єри, одяг, кераміку та килими. В галузі графіки виконував плакати, літографії й ліногравюри, книжкові ілюстрації, екслібриси, марки, етикетки та інше. Серед робіт:
- «Сестра Октавія Попович» (1907, холст, масло);
- «Портрет брата Броніслава» (1910, картон, масло);
- «Портрет горянки» (холст, масло);
- проєкт вітражу «Світанок нових часів» (1910-ті; папір, крейда; Львівська національна галерея мистецтв імені Бориса Возницького);
- «Автопортрет зі смертю» (близько 1910—1911);
- «Східна танцюристка» (1912, вітраж; Львівська національна галерея мистецтв);
- «Архангел Рафаїл» (1913, ескіз вітражу, акварель; Львівська національна галерея мистецтв);
- «Казка про трьох королів» (1913, ескиз роспису, акварель; Львівська національна галерея мистецтв);
- обкладинка книги «Вічна весна» (1913, ескіз, туш; Львівська національна галерея мистецтв);
- плакат виставки товариства «Заспул» (1913, літографія; Львівська національна галерея);
- «Портрет жінки у кріслі» (1914);
- «Портрет художника Станіслава Дембіцького»;
- «Портрет скульптора Станіслава-Казимира Островського»;
- «Портрет філософа та мистецтвознавця Владислава Подляхи»;
- «Портрет селянки»;
- «Скрипаль»;
- «За читанням» (літографія);
- «На лавці» (туш);
- «Осінній пейзаж» (гравюра);
- «Пейзаж» (гравюра);
- плакат «Balsam» (1915, літографія);

Оформив:
- завісу театру-вар'єте (1909);
- аптеку М. Еттінгера (1913)[4].

Брав участь у виставках у Львові та Кракові. Рекламні плакати художника були представлені у 1928 році на виставці львівської
книжки у Львові.
Понад 260 робіт художника, у тому числі 44 картини і 222 одиниці графіки — рисунки, акварелі, пастелі були передані у 1940 році живописцем Броніславом Ольшевським до Львівської галереї мистецтв, де знаходиться донині. Понад 2000 робіт зберігається у вроцлавський Оссолінеумі. У Прикарпатському музеї в Кросно є близько 20 його творів.